# Serge Clerc

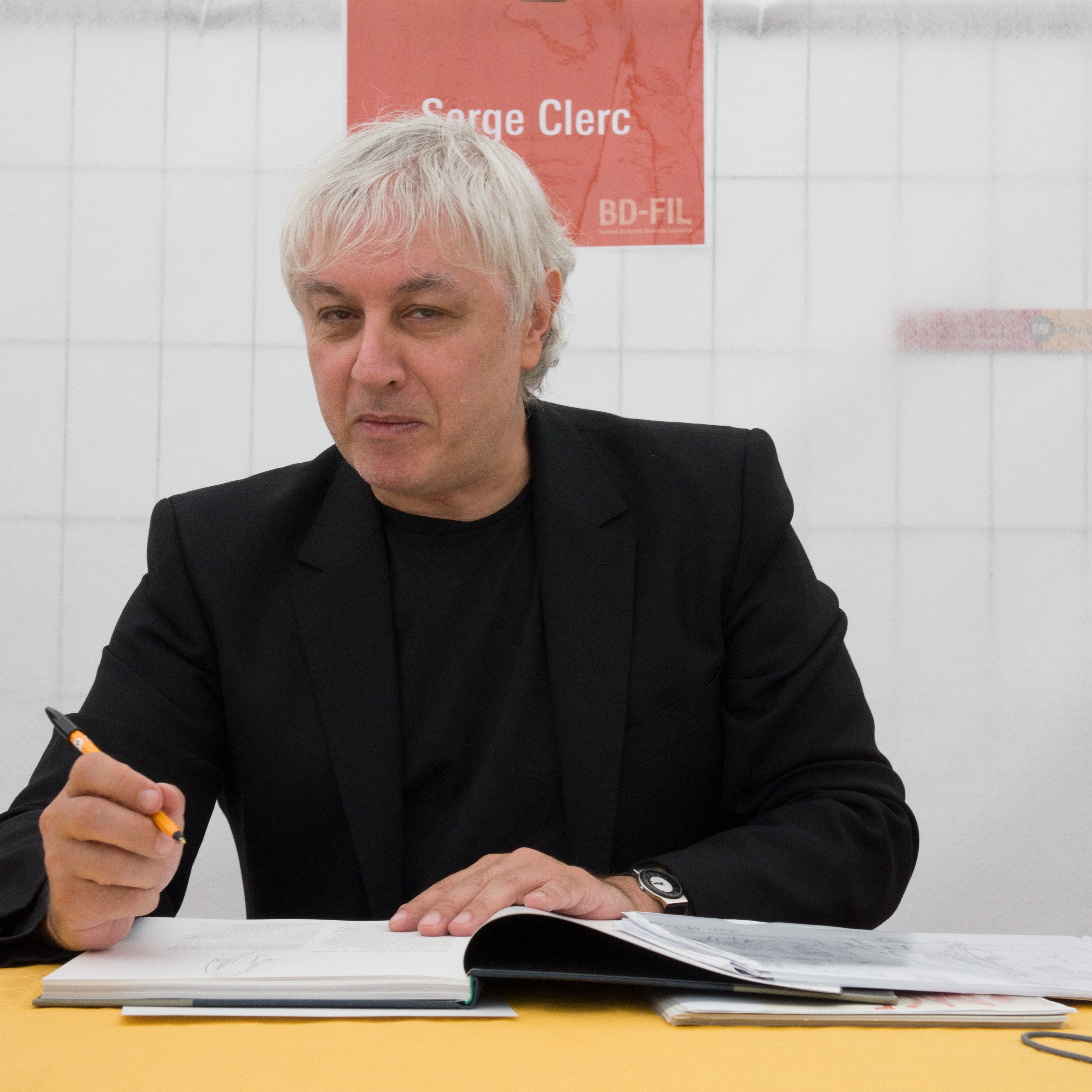
Serge Clerc

Serge Clerc (* 12. Oktober 1957 in Roanne) ist ein französischer Comiczeichner und Illustrator.

## Leben
Serge Clerc wurde nach ersten Arbeiten in Fanzines ab 1975 regelmäßig im Magazin Métal hurlant mit Kurzgeschichten zur Rockmusik veröffentlicht. Es entstanden drei Alben. Anfang der 1980er Jahre festigte sich sein Stil in Richtung Ligne claire/Atomstil und er erfand den Reporter Phil Perfect, mit dem er drei Alben füllte. Er wurde auch als Illustrator für Musikmagazine und Plattencover aktiv.

## Hörspiele
- 1994: Mit Co-Autor François Gorin: Akustik-Strips: Phil Perfect erzählt: Legenden des Rock 'n' Roll (Original-Hörspiel, Kurzhörspiel – WDR)

Am 7. April 1994 wurden folgende Episoden gesendet:
- 1: Thunderbird – Regie: Annette Kurth
- 2: Cruisin ... – Regie: Thomas Werner
- 3: Hitsville USA – Regie: Joachim Sonderhoff
  - Auszeichnung: Hörspiel des Monats April 1994
- 1995: Mit Co-Autor François Gorin: Phil Perfect erzählt: Legenden des Rock 'n' Roll (Hörspielbearbeitung, Kurzhörspiel – WDR)

Am 31. Oktober 1995 wurden folgende Episoden gesendet:
- 1: I'm a poor lonesome Beach Boy – Regie: Thomas Leutzbach
- 2: Die Kinks in Lola – Regie: Petra Feldhoff
- 3: Stranger in the night – Regie: Petra Feldhoff
- 4: Gott und Phil Perfect schützen die Königin – Regie: Thomas Leutzbach
- 1996: Mit Co-Autor François Gorin: Phil Perfect erzählt: Legenden des Rock 'n' Roll (Hörspielbearbeitung, Kurzhörspiel – WDR)

Am 20. August 1996 wurden folgende Episoden gesendet:
- 1: Ein Amerikaner in Paris – Regie: Petra Feldhoff
- 2: Fluß der Tränen – Regie: Petra Feldhoff
- 3: Unter der Promenade – Regie: Petra Feldhoff